# IC 1989
IC 1989 ist eine Elliptische Galaxie vom Hubble-Typ E/S0 im Sternbild Pendeluhr am Südsternhimmel. Sie ist schätzungsweise 491 Millionen Lichtjahre von der Milchstraße entfernt und hat einen Durchmesser von etwa 160.000 Lj.

Im selben Himmelsareal befindet sich u. a. die Galaxie IC 1991.
Das Objekt wurde am 14. Oktober 1898 von DeLisle Stewart entdeckt.